# Лукаш Масопуст
Лукаш Масопуст (чеш. Lukáš Masopust; 12. фебруар 1993) чешки је професионални фудбалер који тренутно наступа на позицији десног крила за Славију Праг и репрезентацију Чешке.
Каријеру је почео 2012. у клубу Височина Јихлава, гдје је, прије тога, провео осам година као јуниор. Године 2015. прешао је у Јаблонец, гдје је провео три године, а 2019. је прешао у Славију Праг.
Прошао је неколико млађих селекција у репрезентацији, а за сениорску репрезентацију Чешке дебитовао је 2018. након чега је играо на Европском првенству 2020.

## Клупска каријера

### Почетак каријере
Рођен је у граду Божејов, близу Пелхримова, гдје је почео јуниорску каријеру. Послије неколико година, преселио се у Каменице у Липоу, а затим у Јихлаву 2004. Послије осам година проведених у млађим категоријама, тренер Франтишек Комнацки, прикључио га је првом тиму 2012, а за клуб је дебитовао у ремију од 3:3 против Славије Праг, гдје је уписао двије асистенције.
У децембру 2014, постигао је договор да пређе у Јаблонец од јануара 2015, за други дио сезоне 2014/15. За клуб, дебитовао је 20. фебруара 2015, у побједи од 2:1 на гостовању против Словацкоа; ушао је у игру у 75 минуту, умјесто Нермина Црнкића. Први гол за клуб постигао је 10. априла, у побједи од 4:0 против Храдец Краловеа, у 23 колу Прве лиге Чешке.

### Славија Праг
На дан 18. децембра 2018, прешао је у Славију Праг, са којом је потписао уговор на три и по године. Дебитовао је 21. фебруара, у побједи од 4:1 на гостовању против Генка у групној фази Лиге Европе. Четири дана касније, постигао је први гол за клуб, у побједи од 4:0 против Словацкоа, у 22 колу. У 27 колу, постигао је гол, уз асистенцију Мирославу Стоху у побједи од 5:1 на гостовању Дукли Праг, након чега је постигао гол у полуфиналу Купа, у побједи од 3:0 против Спарте Праг. У плеј офу за титулу, постигао је гол у побједи од 3:1 против Викторије Плзењ и освојио је титулу првака Чешке са Славијом. На дан 22. маја 2019. постигао је гол у побједи од 2:0 против Бањик Остраве, у финалу Купа Чешке и освојио је дуплу круну, након чега је освојио и Суперкуп Чехословачке, у којем је Славија побиједила првака Словачке — Спартак Трнаву 3:0.
На дан 20. августа 2019, постигао је гол у побједи од 1:0 на гостовању против Клужа у плеј офу за пласман у Лигу шампиона. Славија је и у реваншу побиједила 1:0 и по други пут у историји, пласирала се у групну фазу Лиге шампиона. У првенству, одиграо је 22 утакмице и постигао је пет голова и освојио је титулу првака Чешке са клубом другу годину заредом.
У сезони 2020/21. постигао је гол у првом колу, у побједи од 6:0 на гостовању против Ческе Будјејовице. У финалу Купа, био је стартер против Викторије Плзењ, али је изашао у 60 минуту, а умјесто њега ушао је Абдалах Сима, који је постигао гол за побједу од 1:0. У последњој утакмици у лиги, 29. маја, Славија је побиједила Ческе Будјејовице 2:1 и освојила је титулу без пораза, први пут у историји клуба, поставши тако први клуб који је то постигао након Спарте Праг у сезони 2009/10. Масопуст је са клубом освојио трећу титулу заредом.

## Репрезентативна каријера
Играо је за селекција до 20 и 21 годину, а за сениорску репрезентацију Чешке дебитовао је 26. марта 2018. у побједи од 4:1 против Кине у пријатељској утакмици. Први гол постигао је у побједи од 3:0 на гостовању против Црне Горе у квалификацијама за Европско првенство 2020.
На дан 27. маја 2021. нашао се у тиму за Европско првенство 2020, које је због пандемије ковида 19 помјерено за 2021. На дан 4. јуна играо је у поразу 4:0 од Италије у пријатељској утакмици; изашао је из игре у 61 минуту, када је умјесто њега ушао Петр Шевчик. Четири дана касније, у последњој пријатељској утакмици пред почетак првенства, постигао је гол у побједи од 3:1 против Албаније. На првенству, стартовао је сваку утакмицу, а излазио је из игре у другом полувремену, док је Адам Хложек улазио умјесто њега у групној фази. Чешка је у првом колу групе Д побиједила Шкотску 2:0, са два гола Патрика Шика, док је у другом колу ремизирала 1:1 против Хрватске. У трећем колу изгубила је 1:0 од Енглеске и прошла је даље са трећег мјеста. У осмини финала, играо је до 79 минута, када је умјесто њега ушао Јакуб Јанкто, а Чешка је побиједила Холандију 2:0. У четвртфиналу, изашао је из игре у 46. минуту, умјесто њега је ушао Јанкто, а Чешка је изгубила 2:1 од Данске.

## Статистика каријере

### Клубови
Ажурирано након утакмице игране 20. маја 2021.
| Клуб              | Сезона            | Лига              | Лига  | Лига | Куп   | Куп  | Континентално | Континентално | Остало | Остало | Укупно | Укупно |
| Клуб              | Сезона            | Лига              | Утак. | Гол. | Утак. | Гол. | Утак.         | Гол.          | Утак.  | Гол.   | Утак.  | Гол.   |
| ----------------- | ----------------- | ----------------- | ----- | ---- | ----- | ---- | ------------- | ------------- | ------ | ------ | ------ | ------ |
| Височина Јихлава  | 2012/13.          | Прва лига Чешке   | 29    | 1    | 0     | 0    | —             | —             | —      | —      | 29     | 1      |
| Височина Јихлава  | 2013/14.          | Прва лига Чешке   | 23    | 5    | 2     | 0    | —             | —             | —      | —      | 25     | 5      |
| Височина Јихлава  | 2014/15.          | Прва лига Чешке   | 3     | 1    | 0     | 0    | —             | —             | —      | —      | 3      | 1      |
| Височина Јихлава  | Укупно            | Укупно            | 55    | 7    | 2     | 0    | —             | —             | —      | —      | 57     | 7      |
| Јаблонец          | 2014/15.          | Прва лига Чешке   | 11    | 1    | 4     | 0    | —             | —             | —      | —      | 15     | 1      |
| Јаблонец          | 2015/16.          | Прва лига Чешке   | 26    | 5    | 6     | 0    | 3             | 0             | —      | —      | 35     | 5      |
| Јаблонец          | 2016/17.          | Прва лига Чешке   | 19    | 0    | 1     | 0    | —             | —             | —      | —      | 20     | 0      |
| Јаблонец          | 2017/18.          | Прва лига Чешке   | 25    | 4    | 6     | 2    | —             | —             | —      | —      | 31     | 6      |
| Јаблонец          | 2018/19.          | Прва лига Чешке   | 13    | 4    | 1     | 0    | 3             | 0             | —      | —      | 17     | 4      |
| Јаблонец          | Укупно            | Укупно            | 94    | 14   | 18    | 2    | 6             | 0             | —      | —      | 118    | 16     |
| Славија Праг      | 2018/19.          | Прва лига Чешке   | 12    | 4    | 2     | 2    | 5             | 0             | —      | —      | 19     | 6      |
| Славија Праг      | 2019/20.          | Прва лига Чешке   | 27    | 6    | 1     | 0    | 8             | 1             | 1      | 0      | 37     | 7      |
| Славија Праг      | 2020/21.          | Прва лига Чешке   | 26    | 2    | 5     | 0    | 14            | 0             | —      | —      | 45     | 2      |
| Славија Праг      | Укупно            | Укупно            | 65    | 12   | 8     | 2    | 27            | 1             | 1      | 0      | 101    | 15     |
| Укупно у каријери | Укупно у каријери | Укупно у каријери | 214   | 33   | 28    | 4    | 33            | 1             | 1      | 0      | 276    | 38     |

1. 1 2 3  Наступи у Лиги Европе
2. ↑  Наступи у Лиги шампиона
3. ↑  Два наступа у Лиги шампиона, 12 наступа у Лиги Европе.

### Репрезентација
Ажурирано након утакмице игране 3. јула 2021.
| Репрезентација | Година | Наступи | Голови |
| -------------- | ------ | ------- | ------ |
| Чешка          |        |         |        |
| 2018.          | 1      | 0       |        |
| 2019.          | 10     | 1       |        |
| 2020.          | 6      | 0       |        |
| 2021.          | 10     | 1       |        |
| Укупно         | Укупно | 27      | 2      |

### Голови за репрезентацију
Ажурирано након утакмице игране 8. јуна 2021.
| ‡ | Гол из пенала |

| Број | Датум               | Локација                                  | Противник | Гол за | Коначан резултат | Такмичење                                 |
| ---- | ------------------- | ----------------------------------------- | --------- | ------ | ---------------- | ----------------------------------------- |
| 1.   | 10. септембар 2019. | Стадион под Горицом, Подгорица, Црна Гора | Црна Гора | 2:0    | 3:0              | квалификације за Европско првенство 2020. |
| 2.   | 8. јун 2021.        | Стадион Летна, Праг, Чешка Република      | Албанија  | 2:1    | 3:1              | Пријатељска утакмица                      |

## Успјеси

### Клубови
Славија Праг
- Прва лига Чешке (3): 2018/19, 2019/20, 2020/21[38]
- Куп Чешке (2): 2018/19, 2020/21[38]